# Société française d'optique
 (février 2024).
 (février 2024).
Si vous disposez d'ouvrages ou d'articles de référence ou si vous connaissez des sites web de qualité traitant du thème abordé ici, merci de compléter l'article en donnant les références utiles à sa vérifiabilité et en les liant à la section « Notes et références ».
,,La Société française d'optique (SFO) est une société savante française dédiée à l'optique et à la photonique. La SFO couvre un champ scientifique et technique très large et varié, associé à la production, la propagation, la manipulation, la détection et l’utilisation de la lumière sous toutes ses formes. Son siège est situé à l'Institut d'Optique Graduate School. 
« Une des caractéristiques les plus intéressantes de notre société, assez rare dans les sociétés scientifiques françaises, est de réunir toute la palette des métiers de notre discipline, depuis la recherche fondamentale jusqu’à la production industrielle » Claude Fabre.
La SFO se donne pour mission de favoriser le rapprochement et la collaboration de tous les acteurs de l'optique et la photonique. Elle organise dans ce but des écoles thématiques, des colloques et le plus grand congrès international des acteurs francophones de l'optique et la photonique.
La SFO entretient des relations avec d'autres sociétés ou organismes nationaux ou internationaux[Lesquelles ?] ayant des intérêts similaires[Lesquels ?]. La SFO est la branche française de la Société européenne d'optique. Le Comité français d'optique est constitué par le conseil d'administration de la SFO.
La Société Française d'Optique a été créée en 1983 à la suite des travaux de Jacques Badoz et de Jean Bulabois.

## Congrès OPTIQUE Ville
Le congrès OPTIQUE Ville  de la SFO est devenu, le plus grand congrès international[réf. nécessaire] des acteurs francophones de l'Optique et de la Photonique :
- OPTIQUE Normandie 2024 (dixième édition) : Du 1 au 5 juillet 2024 à Rouen
- OPTIQUE Nice 2022 (neuvième édition) : Du 4 au 8 juillet 2022 à Nice
- OPTIQUE Dijon 2021 (huitième édition) : Du 5 au 9 juillet 2021 à Dijon
- OPTIQUE Toulouse 2018 (septième édition)
- OPTIQUE Bordeaux 2016 (sixième édition)
- OPTIQUE Bretagne 2015 (cinquième édition)
- OPTIQUE Paris 2013 (quatrième édition)
- OPTIQUE Marseille 2011 (troisième édition)
- OPTIQUE Lille 2009 (deuxième édition)
- OPTIQUE Grenoble 2007 (première édition)

## Commissions et clubs
La Société Française d'Optique regroupe 20 Clubs & commissions.

## Prix SFO
La SFO décerne trois prix scientifiques tous les deux ans. 
- Le Prix Fabry-de Gramont, récompense une jeune chercheuse ou un jeune chercheur reconnus internationalement et dont les travaux de recherche ont été remarqués pour leur qualité et leur originalité[5] ;
- Le Prix Arnulf-Françon, porte sur la réalisation de supports pédagogiques destinés à l’enseignement ou à la formation en optique[6] ;
- Le Léon Brillouin, récompense, pour l’ensemble de ses travaux, une opticienne ou un opticien de renommée mondiale ayant effectué une partie importante de ses recherches en France[7].

## Présidents
- François Salin (2023, )
- Ariel Levenson (2021-2023)
- Philippe Adam (2019-2021)
- Pascale Nouchi (2017-2019)
- Benoît Boulanger (2015-2017)
- Jean-Jacques Aubert (2013-2015)
- Philippe Aubourg (2011-2013)
- Claude Fabre (2009-2011)
- Emmanuel Rosencher (2007-2009)
- Hervé Lefevre (2005-2007)
- Philippe Réfrégier (2003-2005)
- Daniel Dolfi (2001-2003)
- Jean-Michel Jonathan (1999-2001)
- Jean-Michel Maisonneuve (1997-1999)
- Jean-Claude Fontanella (1995-1997)
- Serge Huard (1993-1995)
- Hervé Arditty (1991-1993)
- Christian Imbert (1989-1991)
- Jean-Paul Christy (1987-1989)
- Patrick Bozec (1985-1987)
- Jean Bulabois (1983-1985)